# Odile Decq
Odile Decq, née le 18 juillet 1948 à Laval en Mayenne, est architecte, urbaniste, designer et artiste française.

## Biographie
Elle est originaire de Mayenne. Après des études en histoire de l'art puis à l'École nationale supérieure d'architecture de Paris-La Villette, Odile Decq complète son diplôme d'architecture par un DESS d’urbanisme et d’aménagement à l’Institut d'études politiques de Paris. En 1979, elle crée sa propre agence et s'associe avec Benoît Cornette en 1985 en créant l'agence ODBC, qui devient ensuite Studio Odile Decq en 2013.
En 1998, Benoît Cornette meurt dans un accident de voiture dans lequel Odile Decq est blessée. Elle reconnait par la suite que cette perte a provoqué une longue traversée du désert, les marchés doutant de son aptitude, seule et en tant que femme, à maintenir la barre de l'agence.
La construction de la Banque populaire de l’Ouest et d’Armorique à Rennes (livrée en 1990), en collaboration avec Peter Rice pour la façade, leur vaut une reconnaissance internationale immédiate, récompensée par une dizaine de prix nationaux et internationaux.
En 2001, elle est retenue pour la réalisation de l'extension du Musée d'art contemporain de Rome inauguré en décembre 2010.
Professeur invité à l’École d’architecture de Grenoble en 1991, depuis, Odile Decq mène parallèlement une activité d’enseignement, notamment à l’École spéciale d'architecture (ESA) depuis 1992, à la Bartlett (Londres) en 2000, à Columbia (New York) en 2001 et 2003, à l'Académie des beaux-arts de Vienne en 2003, à la Kunstakademie de Düsseldorf en 2004 et 2005.
En 2005, l'agence est désignée pour la construction du nouveau bâtiment du FRAC Bretagne. Le site est en hauteur, le bâtiment est installé à côté de  l'Alignement du XXIe siècle d'Aurélie Nemours. Odile Decq propose un parallélépipède avec deux façades lisses qu'elle transgresse en le coupant en deux dans sa longueur, en oblique et sur toute la hauteur, pour laisser le jour entrer dans l'atrium.
Entre avril 2007 et août 2012, elle dirige l'École spéciale d'architecture. 

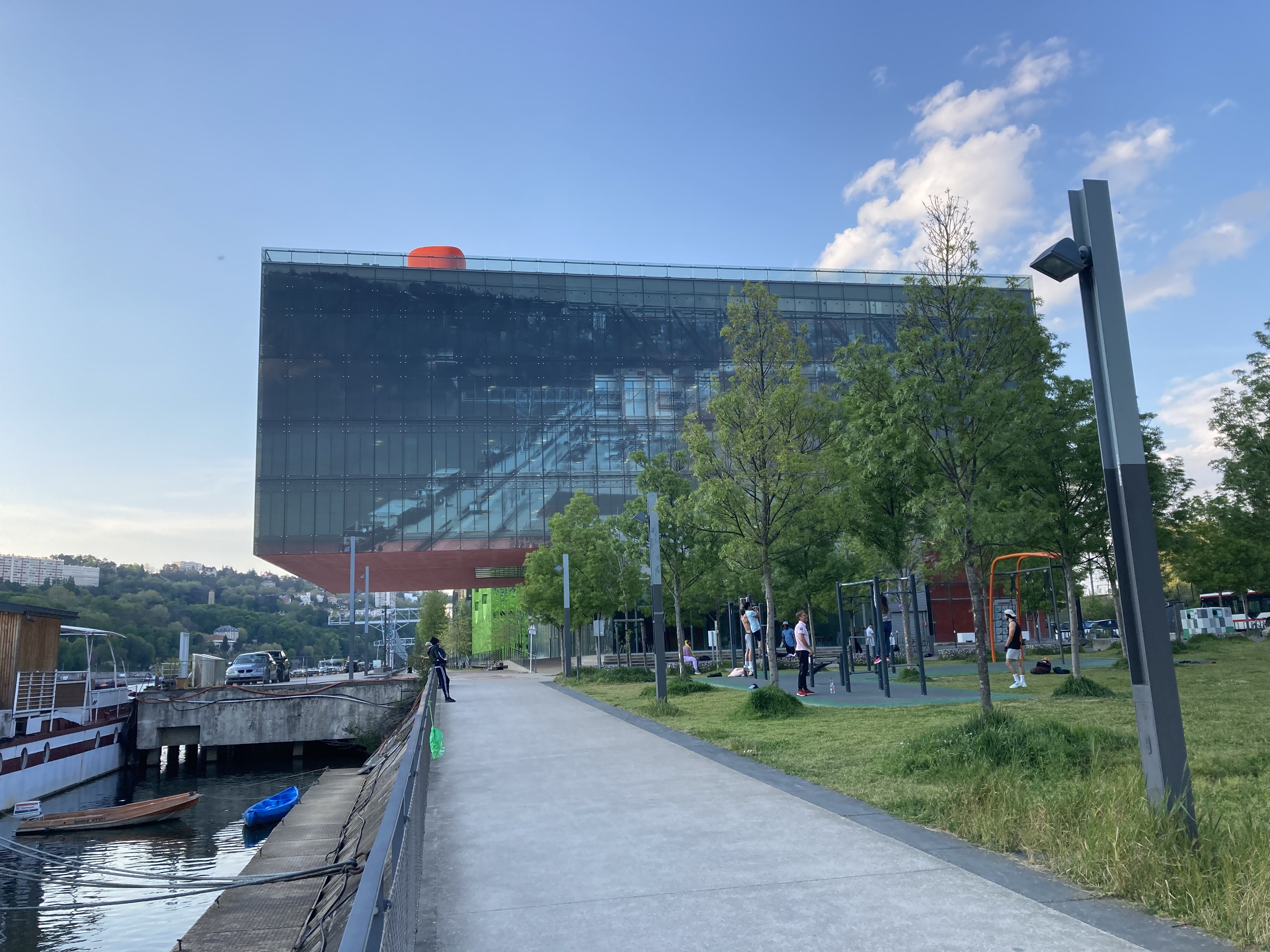
Siège de GL events à Lyon

En 2013, elle construit le siège de GL Events à Lyon dans le quartier de Confluence, et en 2014, Odile Decq crée à Lyon sa propre école d'architecture dans le même quartier : Confluence Institute for Innovation and Creative Strategies in Architecture. L'école ouvre à la rentrée 2014 et occupe 2 200 m2 dans une partie réhabilitée de l'ancien marché-gare du quartier. En février 2018, le Royal Institute of British Architects reconnait les diplômes de licence et master délivrés le Confluence Institute. Depuis septembre 2019, l'école est installée au cœur de Paris.
Odile Decq a aussi dessiné des couverts pour Alessi, des luminaires pour Luceplan, et du mobilier avec Poltrona Frau,.

## Distinctions

### Prix
- Albums des jeunes architectes avec Benoît Cornette (1986)[10]
- Lion d'or de la Biennale d’architecture de Venise avec Benoît Cornette (1996)[11]
- International Fellowship du Royal Institute of British Architects (RIBA) (2007)
- Prix Femme Architecte (2013)[12]
- Créateur de l'année MAISON&OBJET (2013)[13]
- Doctorat honoris causa en architecture de l'Université Laval (2015)[14]
- Prix Jane Drew (2016)[15]
- Architizer A+Awards — Lifetime Achievement Award (2017)[16]

### Décorations
- Commandeure de l'ordre national du Mérite Elle a été promue officière le 14 novembre 2011[17], avant d'obtenir le grade de commandeur par décret du 15 novembre 2018[18].
- Chevalière de la Légion d'honneur (2002)[19].

Étant membre du conseil de l'ordre des Arts et des Lettres, il est ex officio commandeur de l'ordre des Arts et des Lettres.

## Principales réalisations et projets en cours

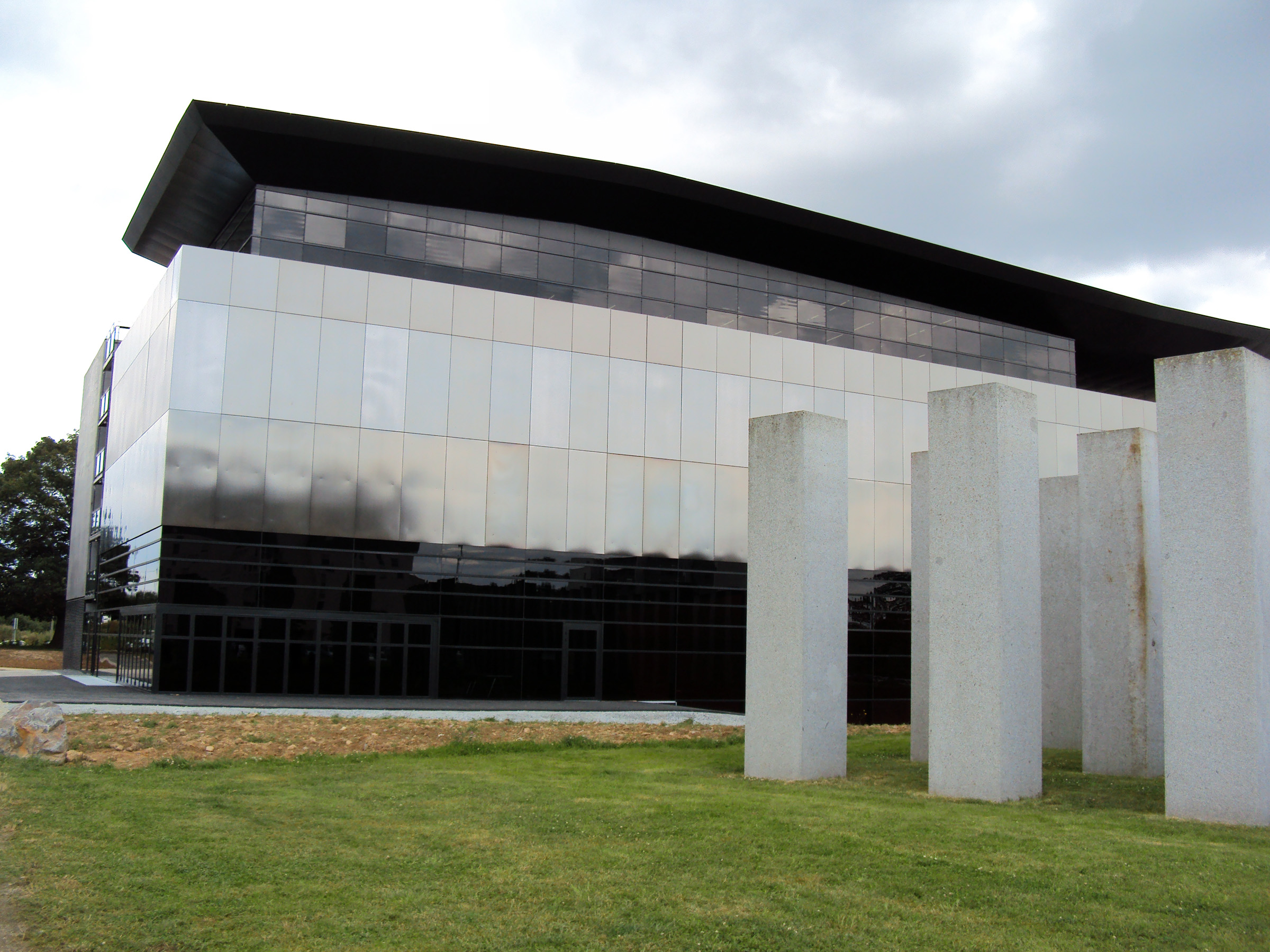
FRAC Bretagne

- FRAC BretagneBanque populaire de l’Ouest, centre administratif et centre social à Rennes - 1990[22],[5].

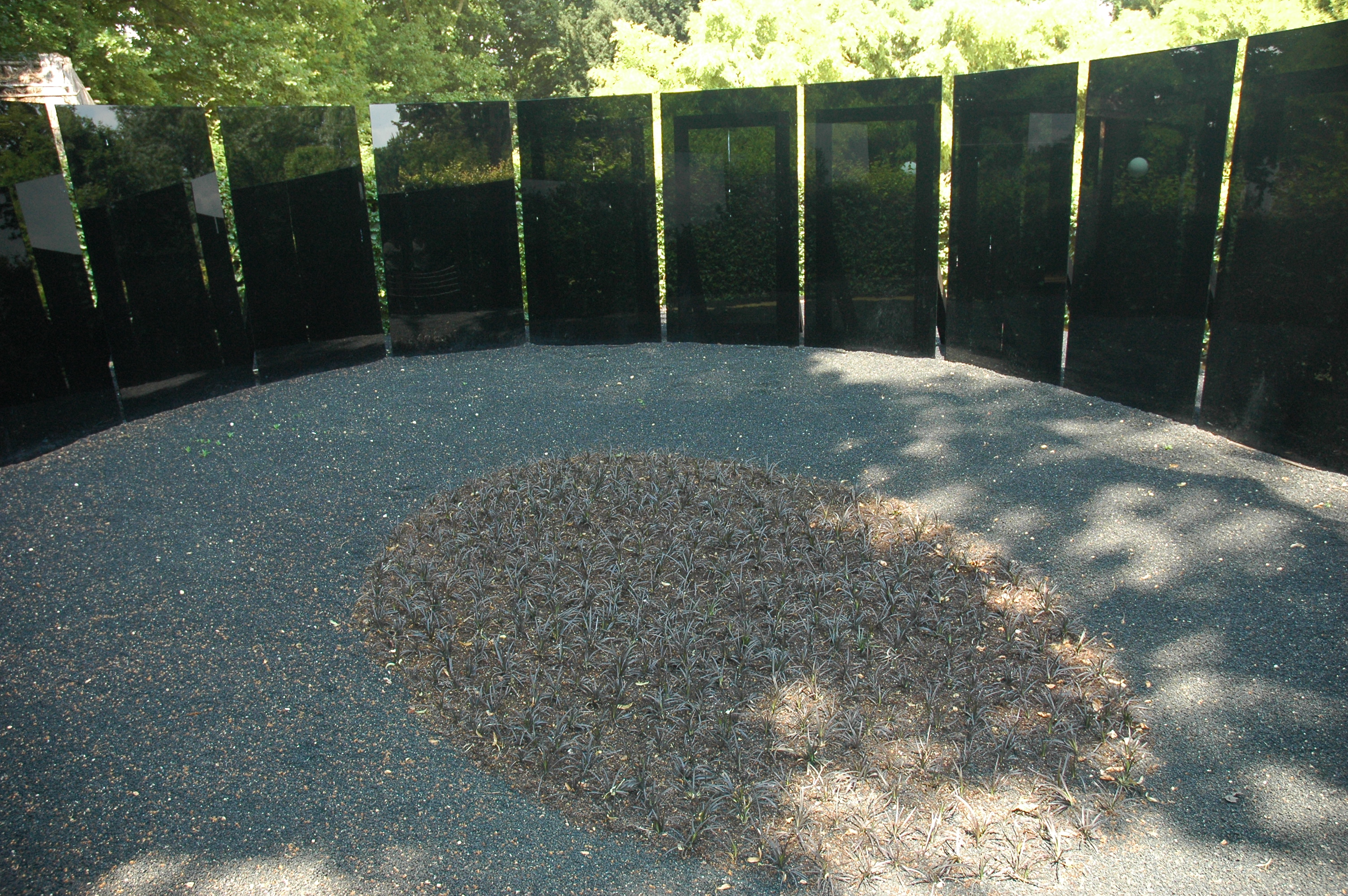
Apesanteur de la matière, Chaumont-sur-Loire, 2009.

- Apesanteur de la matière, Chaumont-sur-Loire, 2009.Apesanteur de la matière, Festival international des jardins de Chaumont-sur-Loire, France - 2009

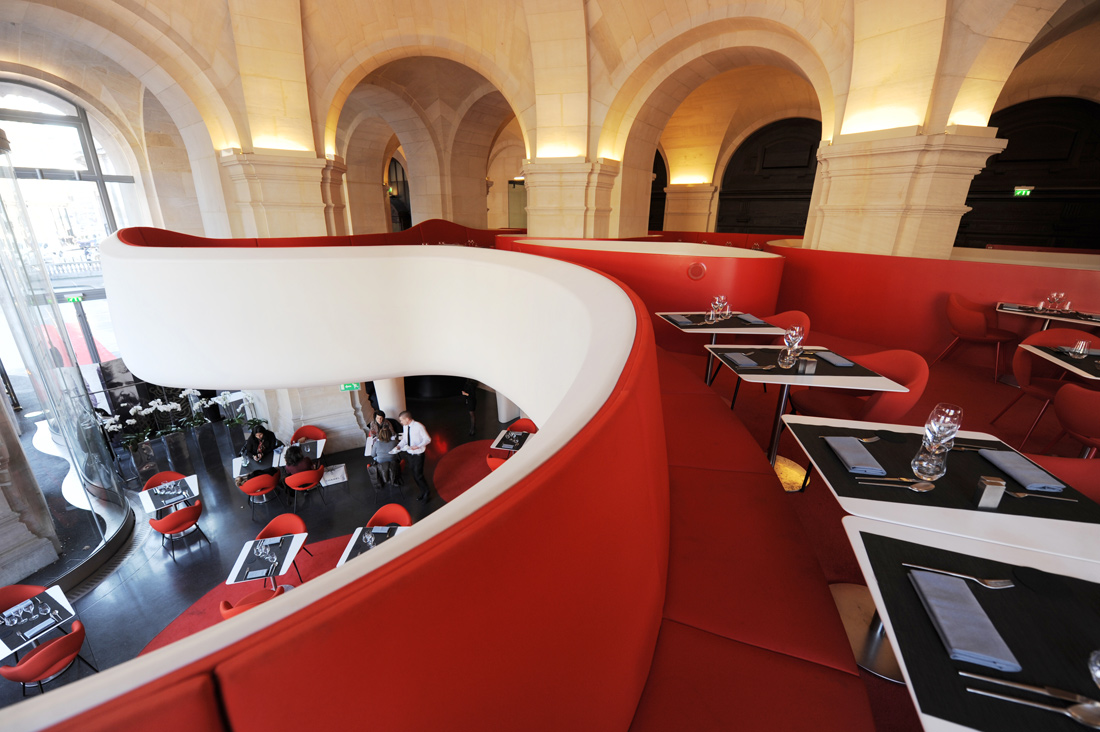
L'Opéra Restaurant, Paris.

- L'Opéra Restaurant, Paris.PHANTOM - L'Opéra Restaurant - Restaurant de l'Opéra Garnier à Paris, France - 2011[5]

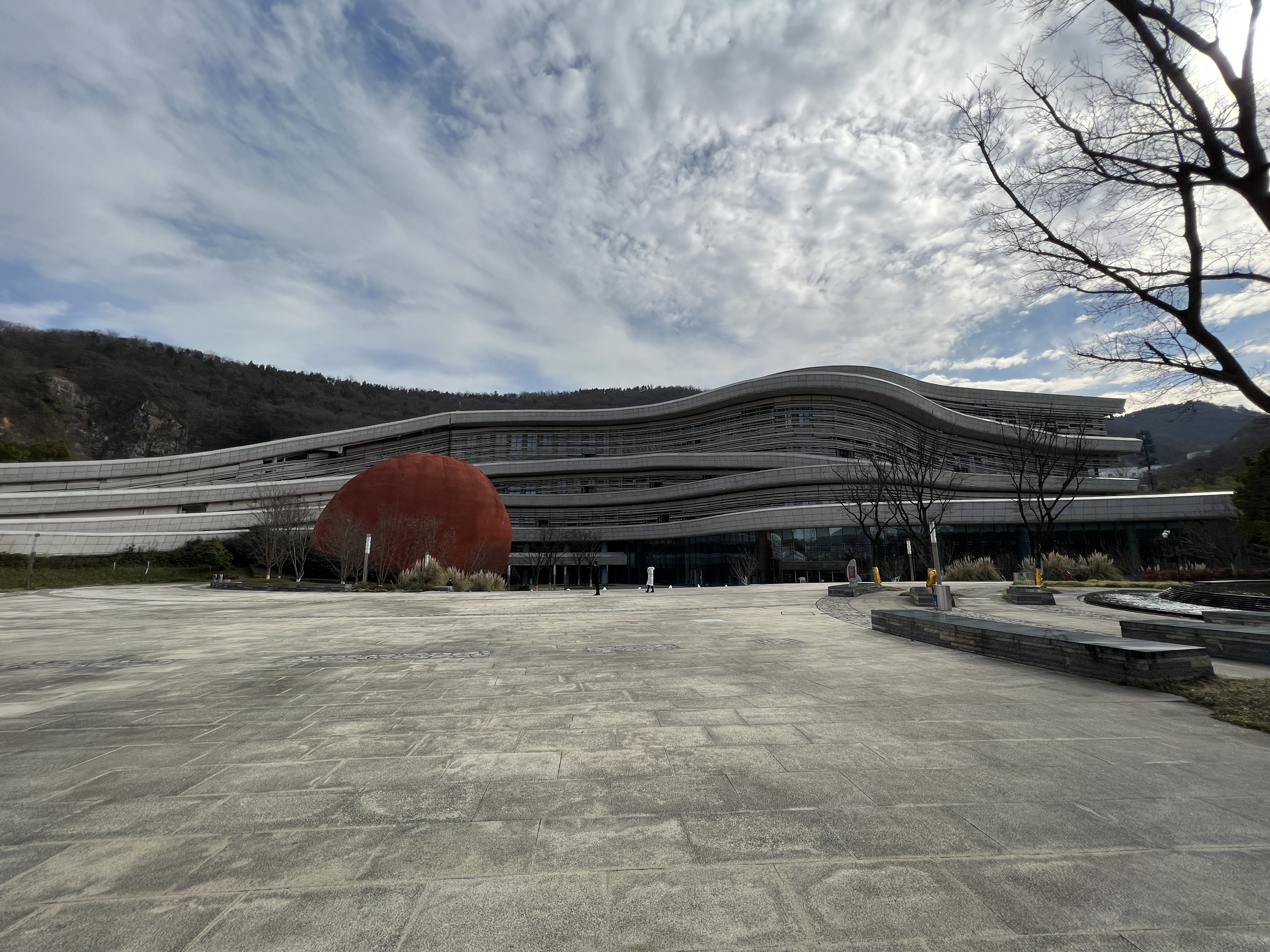
Tangshan Fangshan National Geopark Museum

- Tangshan Fangshan National Geopark MuseumFangshan Tangshan National Geopark Museum - Musée de géologie et d'anthropologie à Nanjing, Chine - 2015
- Trois immeubles de logements à Paris - 1989, 1995, 2007
- Aménagement du port de Gennevilliers - 1994-2012
- Scénographie du pavillon Français à la Biennale de Venise - 1996
- Trois bâtiments pour l’Université de Nantes - UFR, Bibliothèque et Maison des sciences de l’homme - 1998
- Viaduc et Centre d’exploitation de l’autoroute A14 à Nanterre - 1999
- Rénovation du Centre de recherche de Saint Gobain à Aubervilliers - 2000
- Jardin “Memories of Highland Light” au 9e Festival international des jardins de Chaumont-sur-Loire - 2000
- Réaménagement et mobilier du Hall des Conférences de l’Unesco à Paris - 2001
- Immeuble de bureaux du Centre Clients de Sollac à Dunkerque - 2002
- Aménagement des bureaux de l’Agence Air à Bruxelles - 2002
- Virtual Presence, Installation, Acquario Romano, Rome, Italie - 2003
- Macro Micro, Exposition monographique à Rome, Italie - 2003
- Infinite Interior, appartement à Beijing, Chine - 2004
- Restaurant Little Italy à Paris, France - 2004
- Restaurant Il Tre à Paris, France - 2005
- Aménagement d'un voilier Wally Esense 143', Italie - 2006
- Greenland, Pavillon d'entrée à Shanghai, Chine - 2007
- MACRO, Musée d'art contemporain de la Ville de Rome, Italie - 2010 (extension-rénovation)[5]
- Square, tables et chaises, fauteuils d'auditorium, Poltrona Frau - 2010
- Le Plongeon du Funambule - Installation - Espace culturel Louis Vuitton à Paris, France - 2010
- Red Lace, Logements et commerces, Florence, Italie - 2010 (études)
- FRAC Bretagne - Fonds régional d'art contemporain à Rennes, France - 2012
- Pétale, lampe, Luceplan - 2012
- Pavillon 8, Siège social GL Events à Lyon, France - 2013
- Alice, plateau, Alessi - 2013
- Pentania, ensemble d'immeubles de logements collectifs et de maisons individuelles, Lille, France - 2015
- Maison Bernard, maison bulles d'Antti Lovag, Théoule-sur-Mer, France - 2009-2015 (rénovation)
- Confluence Institute for Innovation and Creative Strategies in Architecture, école à Lyon, France - 2015 (rénovation-réhabilitation)
- Résidence Saint-Ange, résidence artistique, Seyssins, France - 2015
- Le CARGO, bureaux et incubateur de startup, Paris, France - 2016

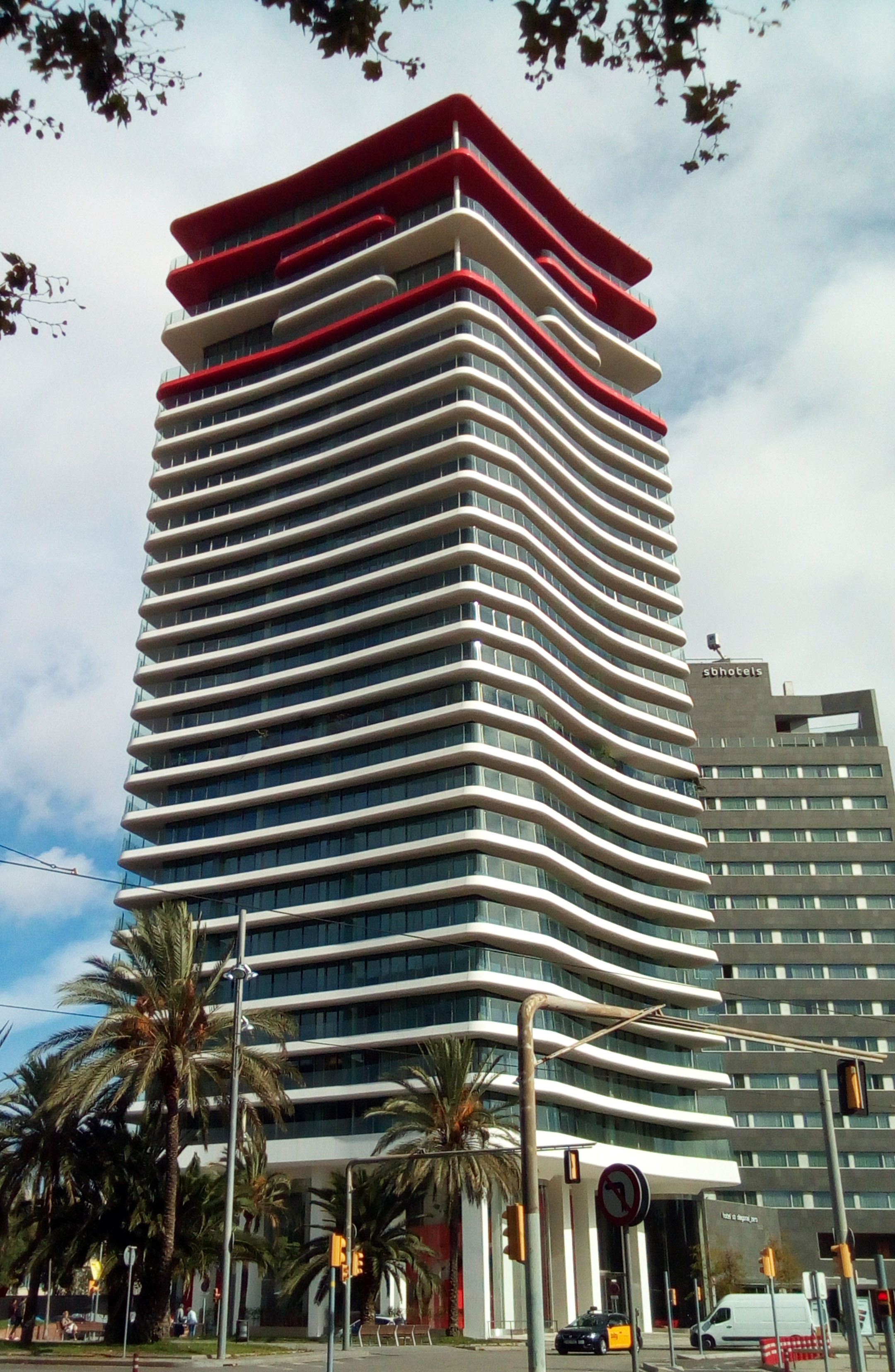
Édifice Antares, Barcelone.

- Édifice Antares, Barcelone.Édifice Antares, Barcelone, Espagne - 2020

## Concours à l’étranger
- Institut de Chimie à Berlin, Allemagne - 1995
- Extension de la National Gallery of Ireland à Dublin, Irlande - 1996
- Nouvelle connexion urbaine sur la Meuse, pont et ses conséquences sur le développement des rives de la ville de Rotterdam, Pays-Bas - 1998
- Galerie de la recherche de l’Académie des sciences à Vienne, Autriche - 2000
- Great Egyptian Museum au Caire, Égypte - 2002
- Opéra de Linz, Autriche - 2005
- Zorlu Project à Istanbul, Turquie - 2007
- Nouvelle gare de Naples - Vesuvio, Italie - 2008
- Nouvelles solutions de trafic à Los Angeles, USA - 2009
- MNAST, musée à Rabat, Maroc - 2010
- Extension de l'Université Laval à Québec, Canada - 2011
- Campus Universitaire Bocconi à Milan, Italie - 2012
- City Cultural Center à Taipei - 2013
- Grand Salon de la Renwick Gallery du Smithsonian American Art Museum, Washington, USA - 2013

## Principales publications
- B.P.O., Les Éditions du Demi Cercle, Paris - 1990
- Odile Decq & Benoit Cornette Hyper Tension, Aedes, Berlin, monographie - 1995
- Odile Decq & Benoit Cornette, Phaïdon, Londres, monographie - 1996
- Odile Decq & Benoit Cornette, Electa, Milan, monographie - 2003
- Odile Decq, Movimento e architettura, Iiriti Editore, monographie - 2005
- Odile Decq, A & J, Dalian, monographie - 2007
- I Maestri dell'architettura, Édition Hachette, Milan, monographie - 2010
- Maestros de la Arquitectura, Editorial Salvat, Barcelone, monographie - 2011

## Enseignement
- Professeure invitée à l'École nationale supérieure d'architecture de Grenoble, 2e semestre - 1991
- Professeure invitée à l'Université de Montréal, 2e semestre - 1992
- Enseignante à l'École spéciale d'architecture de Paris depuis 1992
- Responsable d'un atelier à l’Université du Kansas à Paris, 1997 - 2000
- Professeure invitée à l'Université technique de Vienne à Vienne, 1998
- Professeure à la Bartlett School of Architecture, Londres, 1998, 1999, 2000
- Professeure à l'Université Columbia, School of Architecture à New York, 2001, 2003
- Professeure à la Kunstakademie à Vienne, 2004
- Professeure à la Kunstakademie de Düsseldorf, 2004, 2005
- Directrice générale de l'École spéciale d'architecture de Paris de 2007 à 2012
- Directrice et créatrice de l'École Confluence Institute for Innovation and Creative Strategies in Architecture de Lyon à partir de 2014